# Hexanchus nakamurai
Hexanchus nakamurai är en hajart som beskrevs av Teng 1962. Hexanchus nakamurai ingår i släktet Hexanchus och familjen kamtandhajar. IUCN kategoriserar arten globalt som otillräckligt studerad. Inga underarter finns listade i Catalogue of Life.